# Хетум II
Хетум II (Гетум, Гайтон, Хайтон, арм. Հեթում Բ; 1265 — 17 ноября 1307) — король Киликийской Армении. Происходил из династии Хетумидов (Хетумян)

## Биография
Хетум II родился в 1265 году в семье короля Левона II и королевы Керан. Происходил из династии Хетумидов (Хетумян в армянском варианте). Ещё будучи наследником престола Хетум, при жизни отца, принимает католическое вероисповедание и становится членом францисканского ордена. Помимо этого он возглавил латинофильское течение в стране, которое в надежде на помощь запада, добивалось принятия армянами католицизма и вступления в унию с католической церковью. Наследовал трон, после смерти своего отца в 1289 году.

### Внутренняя политика
Хетум II будучи францисканцем, c первых своих дней пребывания в роли главы государства повёл явную про-латинскую политику. Скрытое стремление к католизации королевства со стороны Рима, приняло на этот раз откровенный характер. В 1289 году, с помощью Хетума II, папским легатам удалось сместить противостоящего католикам католикоса Константина II, а его место занял более уступчивый Степанос IV. С царствования Хетума II начался постепенный закат армянского государства. Среди главных причин, приведших к его поражению и ликвидации, основными были подрывная про-латинская деятельность и междоусобная борьба между многочисленными сыновьями Левона II. В 1307 году, Хетум с Левоном III, принудили церковный, собор, состоявшийся в городе Сисе, пойти на унию с католической церковью, что раскололо страну и вызвало бурю негодования народа и знати.

### Внешняя политика
В 1293 году Хетуму II ценой уступок территорий на востоке страны, удалось избежать вторжения египетских мамлюков в своё королевство, и тем самым получить небольшую передышку. Спустя два года, в 1295 году, в персидском ильханате произошёл переворот. К власти пришёл Газан, один из сыновей Аргуна. Хетум отправившись к нему получил подтверждение верности союза и совместных военных действий против мамлюков. Но Газан-хан понимая, что не может управлять мусульманским народом не приняв его религии, в конце века, принимает ислам. Впоследствии его преемники придут к изменению традиционной внешней политики: таким образом первым ильхан-мусульманин — Газан-хан, станет последним из ильханов союзников киликии. В 1299 году в битве при Хомсе киликийская армия вместе с монгольской, разбивают армию египетских мамлюков. Газан-хан занимает Сирию, а армяне возвращают все утерянные ранее территории. Но вскоре, после отъезда идельхана, мамлюки выбивают монголов из Сирии. Последние, несколько раз пытались вернуть утраченные земли, но каждый раз их поход оказывался неудачным. Кроме того после смерти Газан-хана в 1304 году, «киликийско-монгольский» союз прекратил своё существование, и ни один монгольский правитель больше не выступал против мамлюков. Мамлюки в свою очередь вновь стали угрожать Киликии: в 1302-м, а затем в 1304 году они захватили все земли которые армяне вернули после Хомской битвы .

### Борьба за власть между братьями
В 1293 году, спустя четыре года после прихода к власти, Хетум отрекается от трона и удаляется во францисканский монастырь. Королём становится его родной брат Торос. Однако последний процарствовал не долго, и возможно не был даже коронован. Через год он возвращает престол вернувшемуся из монастыря Хетуму II, который желая обрести новых союзников решает выдать свою сестру Риту за византийского императора Михаила IX Палеолога. С этой целью он и его брат Торос отправляются в Константинополь, где состоялось бракосочетание.
Воспользовавшись их отсутствием, другой брат Смбат, провозгласил себя королём. В этой ситуации на его сторону переходит католикос Григор VII, который надеялся на то, что новый правитель поддержит его про-латинские устремления. Свергнутый король Хетум II, желая вернуть власть, стал искать поддержки в Византии, в то же время Смбат отправился к Газан-хану и женился на его родственнице. По возвращении Смбат заключает в темницу своих братьев Хетума II и Тороса, последний умирает в заточении. Вскоре, в 1298 году, на политической арене появляется четвёртый брат — Костандин, который свергнув Смбата занимает его трон. В это же время мамлюки, подвергая разрухе страну, вновь вторгаются в Киликию, и отступают лишь после того, как им были уступлены все восточные крепости страны. Королевство восточнее Пирамоса больше не было защищено. В общей сложности Костандин руководил страной около года, после чего уступил место Хетуму, которого он выпустил как только пришёл к власти. Хетум II вновь взявший бразды правления в свои руки, примирив братьев, отправляет Костандина и Смбата в Константинополь.
В 1301 году Хетум II отрекается от короны в пользу своего племянника Левона III (сына Тороса), однако став регентом малолетнего короля он остаётся у власти. Спустя шесть лет, в 1307 году, он и молодой король погибают от рук монгольского полководца Филаргуна. Началась новая борьба за престол Киликии, спор за который шёл между двумя дядями Левона III — Смбатом и Ошином, последнему и удалось завладеть короной.